# Emanuele Banfi
Emanuele Banfi (Lecco, 3 agosto 1946) è un glottologo, linguista e bizantinista italiano.

## Biografia
Laureato nel 1970 in Lettere Classiche all’Università degli Studi di Milano con una tesi in Glottologia, relata dal glottologo e sanscritista Vittore Pisani e dedicata all’elemento latino balcanico attestato nella grecità bizantina, medievale e neogreca (Lessico neogreco di origine latina e la latinità balcanica), ha iniziato la propria carriera quale borsista del Centro Nazionale delle Ricerche (CNR) presso l'Istituto Siciliano di Studi Bizantini e Neogreci (ISSBN) di Palermo ove, sotto la guida di Bruno Lavagnini, si è perfezionato in Linguistica neogreca e balcanica: tra il 1970 e il 1975 ha svolto periodi di ricerca anche a Thessaloniki presso l’Institute for Balkan Studies e a Berlino presso lo Ost-Europa Institut della Freie Universität.
Dal 1975 al 1986 è stato ricercatore presso l’Istituto di glottologia e lingue orientali dell’Università degli Studi di Milano; quindi, tra il 1987 al 1999, è stato professore associato e poi ordinario di Glottologia presso la Facoltà di Lettere e Filosofia dell’Università degli Studi di Trento dove, tra il 1995 e il 1999, ha ricoperto anche la carica di Preside di Facoltà.
Nel 1999 è stato chiamato, quale professore ordinario di Glottologia e Linguistica generale, presso l’Università degli Studi di Milano-Bicocca ove ha fondato e diretto il Corso di Laurea in Comunicazione Interculturale incentrato sullo studio di tre lingue orientali (arabo, cinese, giapponese) e delle relative culture in una prospettiva eminentemente storico-/tipologico-linguistica e storico-antropologica. 
Segretario nazionale della Società di Linguistica Italiana (SLI) tra il 1991 e il 1999 ne è stato Presidente tra il 2011 e il 2015; dal 2008 al 2018 ha rappresentato i glottologi e i linguisti italiani all’interno del Comité International Permanent des Linguistes (CIPL) del cui Consiglio Direttivo ha fatto parte.
Membro di numerose Associazioni e Società scientifiche internazionali, nel 2013 è stato cooptato nella sezione ‘Linguistic Studies’ della Academia Europaea e nella ‘Classe di Studi sull’Estremo Oriente’ della Accademia Ambrosiana (presso la Veneranda Biblioteca Ambrosiana) e, nel 2017, è stato nominato socio onorario della Associazione Italiana di Linguistica Cinese (AILC).
Quale ‘professore invitato’ ha svolto attività didattica su temi di Linguistica storica e di Linguistica italiana in università e centri di ricerca stranieri, in particolare presso le università di Helsinki, Heidelberg, Paris Trois-Sorbonne Nouvelle, Tokyo Daigaku/Todai, Lugano, New York City University (Graduate Center).
Dal 2015 è in pensione.

## Interessi scientifici
I suoi interessi di ricerca, inizialmente incentrati sulle vicende storico-linguistiche della grecità tarda, bizantina, medievale e neogreca e della latinità tarda, con particolare riferimento al quadro latino-balcanico, si sono poi rivolti al diasistema balcano-romanzo e, successivamente, a temi di Linguistica balcanica con particolare attenzione per la formazione, entro il  ‘mosaico’ plurietnico e plurilingue del Sud-Est europeo, dei ‘balcanismi’ (tratti fonologici, morfologici, sintattici, lessicali) documentati, con intensità variabile tra lingua e lingua, nelle lingue formanti la cosiddetta ‘Lega linguistica balcanica’.
Oltre che di temi di Linguistica storica, si è occupato di Linguistica acquisizionale con particolare riferimento per l’apprendimento spontaneo dell’italiano/L2 da parte di arabofoni, sinofoni e albanofoni, e di Linguistica italiana e di Sociolinguistica dell’italiano con particolare attenzione per il ruolo dell’italiano (e di altre varietà italo-romanze: veneziano, siciliano, genovese, napoletano) al di fuori della penisola: in Europa, nel Mediterraneo e nel Levante.
Si è anche occupato – e tuttora si occupa – di lingue orientali (arabo, cinese, giapponese, coreano) con particolare riferimento a questioni d’ordine storico-linguistico e tipologico-linguistico e, per lo svolgimento di ricerche in tali ambiti, ha trascorso periodi di studio in Cina (Shanghai) e in Giappone (Tokyo)

## Opere
- Aree latinizzate nei Balcani e una terza area latino-balcanica (area della via Egnazia), in "Rendiconti dell'Istituto Lombardo - Accademia di Scienze e Lettere - Classe di Lettere", 106 (1972), pp. 185-243.

- Riflessi di antichi contatti eolico-oscoumbri nel neogreco e nei dialetti italo-meridionali, in "Atti dell'Accademia di Scienze e Lettere e Arti di Palermo", Serie IV, 35 (1977), pp. 619-655..

- La situazione linguistica nella Grecia del sec. XVIII. Problemi ed elementi d'analisi, in "Rendiconti Morali dell'Accademia nazionale dei Lincei", 8, 33, fasc. 7-12 (1979), pp. 407-429..

- Linguistica balcanica, Zanichelli, Bologna, 1985.

- Quattro 'lessici neogreci' della turcocrazìa. Notizie di interesse linguistico nelle relazioni di viaggiatori occidentali in ambiente romeico tra i secc. XVI-XVII, Unicopli, Milano, 1985.

- Cristianizzazione nei Balcani e formazione della lega linguistica balcanica, in "Zeitschrift für Balkanologie", 23 (1986), pp. 1-11.

- Intorno al concetto di confine linguistico latino-greco nei Balcani, in "Die Slawischen Sprachen", 11 (1987), pp. 5-24.

- The Infinitive in South East European Languages, in Johannes Bechert et alii,eds.), Toward a Typology of European Languages, Berlin-New York-Amsterdam, Mouton, 1990, pp. 165-183.

- Storia linguistica del Sud-Est europeo. Crisi della Romània balcanica tra alto e basso medioevo, Franco Angeli, Milano, 1991.

- Il linguaggio giovanile negli anni Novanta. Regole,invenzioni, gioco, Laterza, Bari-Roma, 1992. (curatela con Alberto A. Sobrero)

- Lessicologia di una (quasi) "Romània nova". Linee di ricerca per lo studio dell'elemento lessicale romanzo nel greco medievale, in R. Lorenzo (ed.), Actas do XIX Congreso Internacional de Lingüística i Filoloxia Románicas, Santiago de Compostela (4-9.9.1989), Fondación Pedro Barrié de la Maza, Conde de Fenosa, A Coruña, 1992, pp. 523-533.

- Le futur dans les systèmes balkaniques entre types romans et greco-byzantin, in "Balkan-Archiv NF", 17/18 (1992-1993), pp. 81-91.

- Latin System's enérgeia  vs. Greek System's argía: A Problem of Linguistic Change Theory, in Henk Aertsen, Robert J. Jeffers (eds), Historical Linguistics 1989. Papers from the 9th International Conference on Historical Linguistics, Current Issues in Linguistic Theory - 106, Benjamins, Amsterdam, 1993, pp. 47-57.Emanuele Banfi (cura di), La formazione dell'Europa linguistica. Le lingue d'Europa tra la fine del I e del II millennio, La Nuova Italia, Firenze, 1993, pp. 626.

- Ai margini della koiné greco-romana: tratti sub-standard nei 'conti' di Nebouchel, mercante di Dura Europos (235-240 d.C.), in Pierluigi Cuzzolin (a cura di), Studi di Linguistica greca 1, Angeli, Milano, 1995, pp. 15-31.

- Sei lezioni sul linguaggio comico, "Labirinti", Collana del Dipartimento di Scienze Filologiche e Storiche, Università degli Studi di Trento, Trento, 1995, pp. 225. (curatela)

- Gemeinromanische Tendenzen I. Phonetik/Tendenze romanze comuni I. Fonetica, in Günter Holtus, Michael Metzeltin, Christian Schmitt (Hrsgg.), Lexikon der Romanischen Linguistik,  Band II, 1, Latein und Romanisch. Historisch-vergleichende Grammatik der romanischen Sprachen/Le latin et le roman. Grammaire historico-comparative des langues romanes,  Tübingen, Niemeyer, 1996, pp. 163-199.

- Studi di Linguistica greca. II,  Materiali Linguistici - Università di Pavia, Franco Angeli, Milano,  1997, pp. 191. (curatela)

- The Language Question in Italy and Greece: A comparative Approach, in Günter Holtus, Johannes Kramer, Wolfgang Schweickard (Hrsgg.), Italica et Romanica,  Festschrift für Max Pfister zum 65. Geburtstag, Niemeyer, Tübingen, 1997, pp. 3-12. (curatela)

- Pause, interruzioni, silenzi. Un approccio interdisciplinare, Dipartimento di Scienze Filologiche e Storiche, Università degli Studi di Trento, Collana Labirinti, Trento, 1999, pp. 169. (curatela)

- Percorsi socio- e storico-linguistici nel Mediterraneo, Dipartimento di Scienze Filologiche e Storiche, Università degli Studi di Trento, Collana Labirinti, Trento, 1999, pp. 433. (curatela)
- Ideogrammi cinesi e dintorni. Sistemi di scrittura nell’Estremo Oriente e nel Sud-Est asiatico, in Gianluca Bocchi e Mauro Ceruti (a cura di), Origini della scrittura. Genealogie di un’invenzione, Bruno Mondadori, Milano, 2002, pp. 175-222.

- Dagli ideogrammi all’alfabeto latino: osservazioni sull’italiano scritto di un apprendente cinese,  in E. Banfi (a cura di), Italiano/L2 di cinesi. Percorsi acquisizionali, Franco Angeli, Milano, 2003, pp. 181-203.

- Le lingue extra-europee. I: Asia e Africa, Carocci, Roma, 2008. (curatela con Nicola Grandi)

- Le lingue extraeuropee. II: Americhe, Australia e lingue di contatto, Carocci, Roma,   2008. (curatela con Nicola Grandi) Lingue a rischio di estinzione, in Tullio Gregory (a cura di), XXI secolo. Comunicare e rappresentare, Vol. III, Istituto della Enciclopedia Italiana fondata da Giovanni Treccani, 2010, pp. 347-359.

- La Grèce moderne et la formation de la Néa Ellinikí Kiní (NEK), in Sonia Branca-Rosoff / Jean-Marie Foournier / Yana Grinshpun / Anne Régent-Susini (eds.), Langue commune et changements de normes, Champion, Paris, 2011, pp. 463-474.

- Dinamiche linguistiche nell’area adriatica tra i secc. XVIII-XIX: tra diglossie, bilinguismi e ricerca di lingue nazionali, in Francesco Bruni / Chryssa Maltezou (a cura di), Atti del Convegno internazionale / Διεθνές Συνέδριο L’Adriatico: incontri e separazioni (XVIII-XIX secolo) / Η Αδριατική: Συγκλείσεις και αποκλείσεις  (18ος-19ος αι.), Kerkyra, 29-30 aprile 2010/29-30 Απριλίου 2010, Venezia-Atene, Istituto Veneto di Scienze, lettere e Arti, Istituto Ellenico di Studi Bizantini e Postbizantini Rappresentare il significato delle parole: la ‘parola’ cinese tra i livelli fonologico e semantico/cognitivo, in V. Bambini, I. Ricci, P.M. Bertinetto & Collaboratori (a cura di), Linguaggio e cervello – Semantica / Language and the brain – Semantics, Atti del XLII Congresso internazionale di Studi della SLI, Pisa (SNS, 2008), Bulzoni, Roma, 2012, vol. II,  II.C.5, pp. 4-20.

- Sull’origine del linguaggio e delle lingue storico-naturali. Un confronto tra linguisti e non linguisti. Atti del I Convegno interannuale (Milano, Università degli studi di Milano-Bicocca), Carocci, Roma, 2013. (curatela)

- Lingue d’Italia fuori d’Italia, Europa, Mediterraneo e Levante dal Medioevo all’età moderna,il Mulino, Bologna, 2014.

- Città d’Italia. Dinamiche linguistiche postunitarie. Atti del convegno per i 50 anni della Storia linguistica dell’Italia unita di Tullio De Mauro, Accademia della Crusca, Firenze, 2014, pp. 336. (curatela con Nicoletta Maraschio)

- When Rome Met Greece and When Canton, Beijing and Shanghai Met Western Cultures: Translations and... Lost in Translation, in Emanuele Miola and Paolo Ramat (eds.), Language across Languages, Cambridge Scholars Publishing, Cambridge, 2015, pp. 11-34.

- Processi di italianizzazione in segmenti periferici dell’area italo-romanza: il caso della Lombardia svizzera a confronto con altre aree subalpine, in Bruno Moretti, Elena Maria Pandolfi et alii (a cura di), Linguisti in contatto 2. Ricerche di linguistica italiana in Svizzera e sulla Svizzera. Atti Convegno – Bellinzona, 19-21 novembre 2015, Osservatorio Linguistico della Svizzera Italiana, Bellinzona, 2017, pp. 13-61.

- Alle origini del sistema interpuntorio della lingua greca, in  L’interpunzione oggi (e ieri), a cura di Angela Ferrari et alii, Atti del Convegno internazionale La punteggiatura in Europa oggi. Teorie e descrizioni (Basilea, 7-9 settembre, 2016), Franco Cesati Editore, Firenze, 2017, pp. 423-440.

- Punteggiatura in neogreco: tra modelli antichi e scelte moderne, in   L’interpunzione oggi (e ieri), a cura di Angela Ferrari et alii, Atti del Convegno internazionale La punteggiatura in Europa oggi. Teorie e descrizioni (Basilea, 7-9 settembre, 2016), Franco Cesati Editore, Firenze, 2017,, pp. 441-456.

- Italiano e altre varietà italo-romanze in Europa e nel Mediterraneo nel secolo XIX, Franco Cesati Editore, Firenze, 2017, pp. 157.